# Appreciering
Appreciering kommer fra latin og betyder egentlig værdiforøgelse. Det bruges om det fænomen, at en valuta stiger i værdi. Det modsatte kaldes depreciering.
Appreciering forveksles ofte med en revaluering. En revaluering angiver også, at en valuta stiger i kurs i forhold til andre valutaer, men bruges kun om den situation, hvor et lands regering og/eller centralbank politisk og administrativt direkte hæver valutaen og fastsætter den nye kursværdi. En revaluering kan således pr. definition kun finde sted i et land, der fører fastkurspolitik og dermed direkte fastsætter valutakursens niveau. I modsætning hertil betegner en appreciering en valutakursstigning, der kommer som følge af udviklingen på valutamarkedet. I et land som Sverige, der har flydende valutakurser og dermed ikke nogen officiel holdning til den svenske krones kursværdi, betegnes en stigning i kroneværdien altså ikke som en revaluering, men som en appreciering.